# Manitou, Kentucky
Manitou är en ort i Hopkins County i delstaten Kentucky, USA.